# Abdiweli Mohamed Ali
Abdiweli Mohamed Ali (som. Cabdiweli Maxamed Cali, ur. 2 lipca 1965 w Dhusamareeb), arab. عبدويلي محمد علي) – somalijski polityk i profesor, wicepremier oraz minister rozwoju i współpracy międzynarodowej od listopada 2010 do czerwca 2011. Pełniący obowiązki premiera od 19 czerwca 2011, a następnie premier Somalii od 28 czerwca 2011 do 17 października 2012. Od 8 stycznia 2014 do 8 stycznia 2019 prezydent Puntlandu.

## Edukacja
Abdiweli Mohamed Ali urodził się w 1965 w Dhusamareeb. Pochodzi z Puntlandu w północno-wschodniej części Somalii. Posiada obywatelstwo somalijskie oraz amerykańskie.
W 1984 ukończył studia licencjackie z dziedziny ekonomii na Narodowym Uniwersytecie Somalijskim w Mogadiszu. W 1988 zdobył tytuł magistra ekonomii na Vanderbilt University w Stanach Zjednoczonych. W latach 1998–1999 kształcił się na Uniwersytecie Harvarda, na którym ukończył studia magisterskie z zakresu administracji publicznej. W styczniu 2000 doktoryzował się z ekonomii na George Mason University w Stanach Zjednoczonych.

## Kariera zawodowa
Abdiweli Mohamed Ali w latach 1985–1985 pełnił funkcję dyrektora Departamentu Podatku Akcyzowego w somalijskim Ministerstwie Finansów i Przychodów. Od 1988 do 1991 zajmował w nim stanowisko wicedyrektora ds. badań i statystyki.
W latach 1993–1998 był profesorem ekonomii na Northern Virginia Community College w Alexandrii w USA. Od 1998 do 1999 wykładał w John F. Kennedy School of Government i Harvard Institute for International Development na Uniwersytecie Harvarda. Od 2000 do 2003 pracował jako menedżer ds. badań i prognoz stanu Wirginia. W 2003 został profesorem ekonomii na Wydziale Handlu na Niagara University w hrabstwie Niagara.
W trakcie swej kariery zawodowej był konsultantem różnych organizacji międzynarodowych, w tym w latach 2000-2008 programów UNDP w Somalii i Puntlandzie. Jest autorem wielu publikacji z zakresu finansów publicznych i handlu międzynarodowego.
12 listopada 2010 został mianowany przez premiera Mohameda Abdullahiego Mohameda na stanowisko wicepremiera oraz ministra planowania i współpracy międzynarodowej. 27 listopada 2010 rząd uzyskał akceptację parlamentu.

## Premier Somalii
19 czerwca 2011, po rezygnacji z urzędu premiera Mohameda w wyniku podpisanego 10 dni wcześniej porozumienia w Kampali, przejął obowiązki premiera do czasu powołania przez prezydenta nowego szefa rządu. Porozumienie przewidywało przedłużenie mandatu somalijskich władz o rok, do sierpnia 2012, a także powołanie nowego gabinetu w ciągu 30 dni.
23 czerwca 2011 prezydent Sharif Sheikh Ahmed mianował go na urząd szefa rządu. 28 czerwca 2011 parlament zatwierdził jego kandydaturę głosami 337 do 2.
W sierpniu 2012 był jednym z ponad dwudziestu kandydatów na urząd prezydenta Somalii, po ukonstytuowaniu się nowego Federalnego Parlamentu Somalii. W wyborach 10 września 2012 przeszedł do drugiej tury głosowania razem z byłym prezydentem Sharifem Sheikhiem Ahmedem oraz Hassanem Sheikhiem Mohamudem i Abdulkadirem Osoble, zajmując w niej trzecie miejsce. Jednakże wycofał się z dalszego udziału w wyborach, popierając kandydaturę Mohamuda, który ostatecznie wybory wygrał.
Nowy prezydent nie powierzył mu jednakże ponownie misji utworzenia nowego gabinetu. Urząd premiera zajmował do 17 października 2012, kiedy nowym premierem został zaprzysiężony Abdi Farah Shirdon Saaid.

## Prezydent Puntlandu
8 stycznia 2014 wygrał wybory prezydenckie na prezydenta Puntlandu, uzyskując 33 głosy elektorów, podczas gdy dotychczasowy prezydent Abdirahman Mohamud Farole uzyskał o jeden głos mniej. Jeszcze tego samego dnia został zaprzysiężony na stanowisku.